# 성애의 침묵
"성애의 침묵"은 1992년에 개봉한 대한민국의 영화이다.

## 캐스팅
- 유혜리 : 혜련 역
- 실비아 크리스털 : 메리안 역
- 스콧 밋첼 : 챨스 역
- 김형일 : 남준 역
- 리차드 아볼리노 : 제임스 역
- 조선묵 : 철규 역